# Eugene F. Kinkead

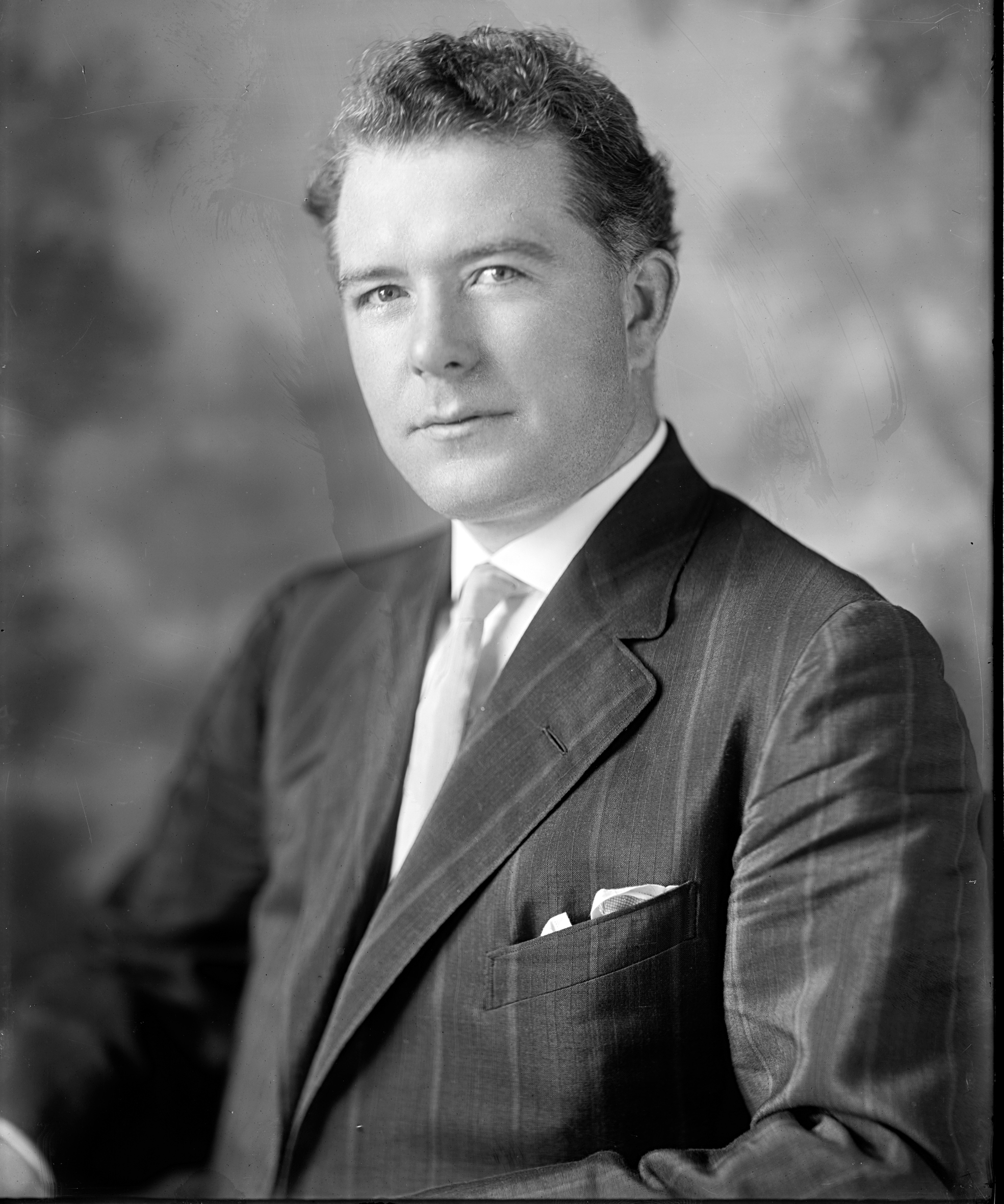
Eugene F. Kinkead

Eugene Francis Kinkead (* 27. März 1876 in Buttevant, Irland; † 6. September 1960 in South Orange, New Jersey) war ein US-amerikanischer Politiker. Zwischen 1909 und 1915 vertrat er den Bundesstaat New Jersey im US-Repräsentantenhaus.

## Werdegang
Eugene Kinkead wurde während eines Besuchs seiner Eltern im irischen County Cork geboren. Er  besuchte die öffentlichen Schulen in Jersey City und dann bis 1895 das Seton Hall College in South Orange. Später wurde er ein erfolgreicher Geschäftsmann. Er war Präsident der Firmen Jersey Railway Advertising Co. und Orange Publishing Co. Gleichzeitig begann er als Mitglied der Demokratischen Partei eine politische Laufbahn. Im Jahr 1898 war er Vorsitzender des Stadtrats von Jersey City.
Bei den Kongresswahlen des Jahres 1908 wurde Kinkead im neunten Wahlbezirk von New Jersey in das US-Repräsentantenhaus in Washington, D.C. gewählt, wo er am 4. März 1909 die Nachfolge von Eugene W. Leake antrat. Nach zwei Wiederwahlen konnte er bis zu seinem Rücktritt am 4. Februar 1915 fast drei komplette Legislaturperioden im Kongress absolvieren. Ab 1913 vertrat er als Nachfolger von Walter I. McCoy den achten Distrikt seines Staates. Während seiner Zeit im Kongress wurden der 16. und der 17. Verfassungszusatz ratifiziert.
Zwischen 1915 und 1917 war Kinkead als Sheriff Polizeichef im Hudson County. Während des Ersten Weltkrieges war er am National War College in Washington Nachrichtenoffizier im Rang eines Majors der amerikanischen Streitkräfte. Von 1929 bis 1960 fungierte er als Vorstandsvorsitzender der Firma Colonial Trust Co. in New York City. Eugene Kinkead starb am 6. September 1960 in South Orange.